# Felsőtárkány
Felsőtárkány est un village et une commune du comitat de Heves en Hongrie.

## Histoire
Chartreuse de Tárkány